# Veines basivertébrales
Les veines basivertébrales sont des veines de la colonne vertébrale. Elles sont contenues dans de grands canaux tortueux dans la substance osseuse, similaires à celles trouvées dans la diploé des os crâniens. 
Elles émergent du foramen vertébral entre le ligament longitudinal postérieur et la partie moyenne de la surface postérieure des corps vertébraux. 
En avant et sur les côtés des corps vertébraux, elles communiquent par de petites ouvertures avec les plexus vertébraux externes antérieurs. En arrière, elles convergent vers le canal principal, qui est parfois double dans sa partie postérieure, et s'ouvrent par des orifices valvés dans les branches transversales qui unissent les plexus vertébraux internes antérieurs. 
Les veines basivertébrales s'élargissent considérablement à un âge avancé.

## Image supplémentaire

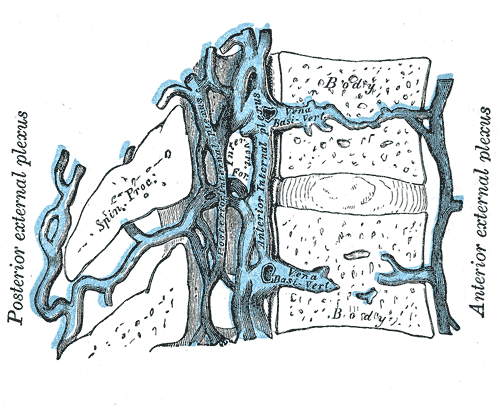
Section sagittale de deux vertèbres thoraciques. Les veines basivertébrales sont légendées Vena Basi-Vert en bas à droite.